# Европейски ядлив халиот
Европейските ядливи халиоти (Haliotis tuberculata) са вид коремоноги от семейство Абалонови (Haliotidae).
Те са уязвим вид.
Таксонът е описан за пръв път от Карл Линей през 1758 година.

## Подвидове
- Haliotis tuberculata coccinea
- Haliotis tuberculata fernandesi
- Haliotis tuberculata lamellosa
- Haliotis tuberculata tuberculata